# Bundesbus

Bundesbus-Logo

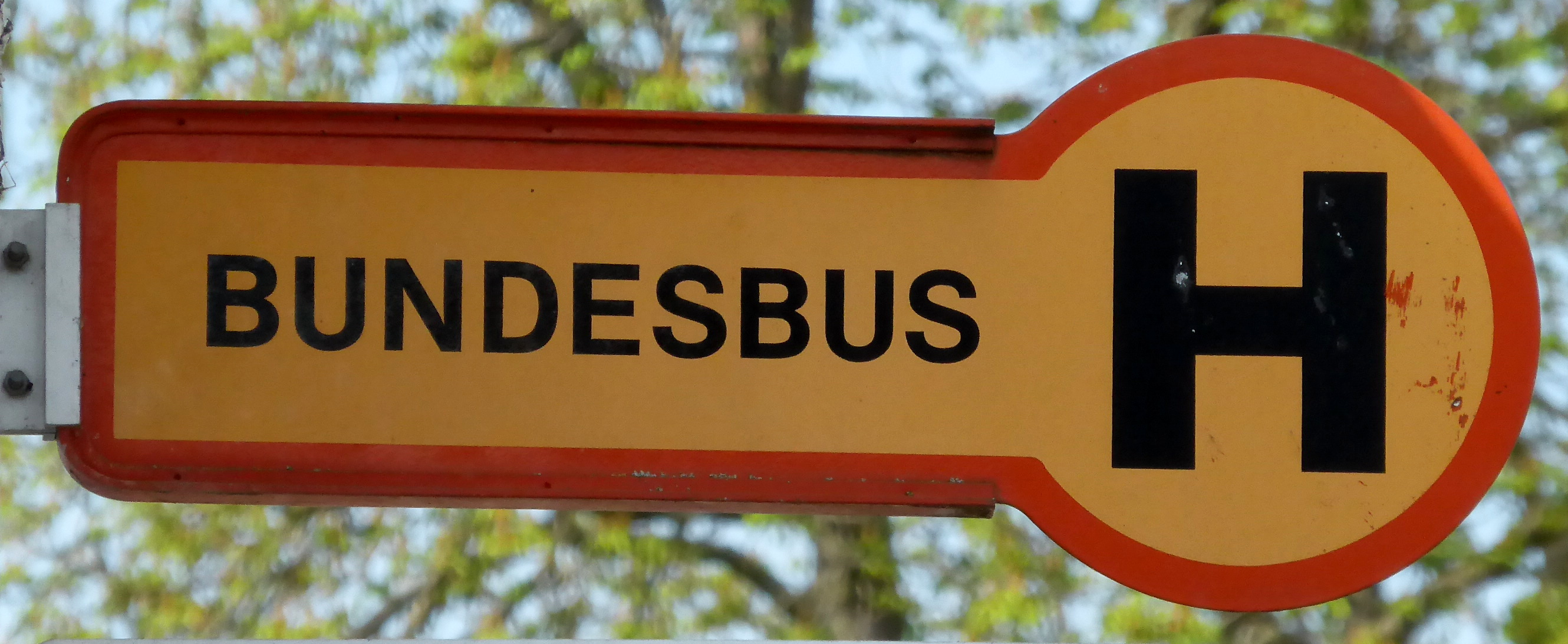
Bundesbus-Haltestellenschild

Der Bundesbus war eine von 1988 bis 1997 bestehende Koordinationsstelle für den Regionalbusverkehr in Österreich. Im Gründungsjahr wurde die Bundesbus-Geschäftsstelle etabliert, die die Zusammenarbeit zwischen Kraftwagendienst der ÖBB und der Post - Postautodienst zu regeln hatte. 
Deutlichstes Merkmal der Bundesbus-Ära war die einheitliche Lackierung der Bahn- und Postbusse, die einheitlichen Haltestellenschilder sowie die einheitliche Dienstkleidung des Personals. Äußerlich waren die Busse nur durch das Kfz-Kennzeichen zu unterscheiden: Zwar lauteten alle Kennzeichen auf BD, aber die der Postbusse hatten 5 Ziffern (BD XXXXX), während die der Bahnbusse 4 Ziffern (BD XXXX) aufwiesen.
Die Bundesbus-Geschäftsstelle existiert seit 1997 nicht mehr. Ab 1997 verkehrten die gelben Busse unter den Labels „PostBus“ im Rahmen der Post&Telekom Austria AG und „BahnBus“ als Teilbetrieb des Geschäftsbereiches Personenverkehr der ÖBB, ehe der Postbus im Jahr 2003 an die ÖBB verkauft wurde.